# Listă de centre comerciale din România
| Nume                              | Oras                  | Suprafața închiriabilă | Suprafața totală |  |
| --------------------------------- | --------------------- | ---------------------- | ---------------- |  |
| Mall Alba                         | Alba Iulia            | 11.000 m²              | 21.000 m²        |  |
| Carolina Mall                     | Alba Iulia            | 28.900 m²              | 33.100 m²        |  |
| Atrium Mall                       | Arad                  | 28.600 m²              | 40.000 m²        |  |
| Arena Mall Bacău                  | Bacău                 | 26.000 m²              | 42.000 m²        |  |
| Hello Shopping Park               | Bacău                 | 42.600 m²              | 51.170 m²        |  |
| Vivo Baia Mare                    | Baia Mare             | 31.589 m²              | 60.000 m²        |  |
| Bistrița Retail Park              | Bistrița              | 15.000 m²              |                  |  |
| B1 Retail Park                    | Bistrița              | 10.000 m²              |                  |  |
| Botoșani Shopping Center          | Botoșani              | 17.000 m²              |                  |  |
| Uvertura Mall                     | Botoșani              | 15.000 m²              |                  |  |
| AFI Brașov                        | Brașov                | 45.000 m²              | 93.000 m²        |  |
| Coresi Shopping Resort            | Brașov                | 60.000 m²              | 70.000 m²        |  |
| Unirea Shopping Center Brașov     | Brașov                | 18.000 m²              | 29.000 m²        |  |
| Magnolia Shopping Center          | Brașov                | 7,600 m²               | 10.000 m²        |  |
| Eliana Mall                       | Brașov                | ~17.000 m²             | ~21.000 m²       |  |
| Retail Park Carrefour-Brico Depot | Brașov                |                        | ~44.000 m²       |  |
| Star                              | Brașov                | 15.000 m²              |                  |  |
| Brăila Mall                       | Brăila                | 55.400 m²              | 59.811 m²        |  |
| AFI Cotroceni                     | București             | 88.500 m²              | 240.000 m²       |  |
| Centrul Comercial Iris Titan      | București             | 44.730 m²              |                  |  |
| Băneasa Shopping City             | București             | 85.000 m²              |                  |  |
| București Mall                    | București             | 36.000 m²              |                  |  |
| Colosseum Retail Park             | București             | 38.000 m²              |                  |  |
| Dragonul Roșu                     | București             | 80.000 m²              |                  |  |
| Fashion House                     | București             | 15.000 m²              |                  |  |
| Grand Arena                       | București             | 19.000 m²              |                  |  |
| Liberty Center                    | București             | 25.700 m²              |                  |  |
| Mega Mall                         | București             | 75.800 m²              |                  |  |
| Militari Shopping                 | București             | 54.077 m²              |                  |  |
| Park Lake                         | București             | 70.000 m²              |                  |  |
| Plaza Romania                     | București             | 38.500 m²              |                  |  |
| Prosper Plaza                     | București             | 28.900 m²              |                  |  |
| Promenada Mall                    | București             | 39.400 m²              |                  |  |
| Sun Plaza                         | București             | 80.000 m²              |                  |  |
| Unirea Shopping Center            | București             | 44.500 m²              | 84.000 m²        |  |
| Veranda Mall                      | București             | 36.000 m²              |                  |  |
| Vitantis Shopping Center          | București             | 36.000 m²              | 50.000 m²        |  |
| Vulcan Value Centre               | București             | 24.600 m²              | 25.750 m²        |  |
| Galeriile Titan                   | București             | 18.000 m²              |                  |  |
| Supernova Lujerului               | București             | 28.474 m²              |                  |  |
| Supernova Alexandriei             | București             | 14.000 m²              |                  |  |
| Shopping City Buzau               | Buzău                 | 23.707 m²              |                  |  |
| Galleria Buzău                    | Buzău                 | 14.000 m²              |                  |  |
| Platinia Shopping Center          | Cluj-Napoca           | 11.000 m²              | 13.000 m²        |  |
| VIVO! Cluj-Napoca                 | Cluj-Napoca           | 61.172 m²              | 82.000 m²        |  |
| Iulius Mall Cluj                  | Cluj-Napoca           | 41.000 m²              |                  |  |
| Sora Shopping Center              | Cluj-Napoca           | 13.000 m²              |                  |  |
| Central                           | Cluj-Napoca           |                        | ~20.000 m²       |  |
| City Park Mall                    | Constanța             | 52.100 m²              | 60.000 m²        |  |
| Tom                               | Constanța             | 44.500 m²              | 47.500 m²        |  |
| Tomis Mall                        | Constanța             | 12.500 m²              | 80.800 m²        |  |
| Vivo Constanța                    | Constanța             | 34.773 m²              | 50.000 m²        |  |
| Supernova Constanța               | Constanța             |                        | 50.000 m²        |  |
| Aliss Shopping City               | Craiova               | ~10.000 m²             |                  |  |
| Electroputere Parc                | Craiova               | 28.000 m²              |                  |  |
| Mercur Center                     | Craiova               | 13.275 m²              |                  |  |
| Promenada Mall                    | Craiova               | 66.000 m²              | 78.500 m²        |  |
| Shopping City Deva                | Deva                  | 52.500 m²              | 55.000 m²        |  |
| Severin Shopping Center           | Drobeta Turnu Severin | 22.600 m²              | 49.057 m²        |  |
| Supernova Drobeta                 | Drobeta Turnu Severin | 11.400 m²              |                  |  |
| Focșani Mall                      | Focșani               | 44.000 m²              | 51.588 m²        |  |
| Galați Shopping City              | Galați                |                        |                  |  |
| Felicia Shopping Center           | Iași                  | 11.313 m²              | 28.500 m²        |  |
| Galeriile Comerciale IASSIORUM    | Iași                  | 6,300 m²               | 10.150 m²        |  |
| Iulius Mall Iași                  | Iași                  | 25.400 m²              | 38.000 m²        |  |
| Mall Moldova                      | Iași                  | 110.000 m²             | 125.700 m²       |  |
| MCM Center                        | Iași                  | 2,000 m²               | 4,000 m²         |  |
| Moldova Center                    | Iași                  | 2.400 m²               |                  |  |
| Palas                             | Iași                  | 62.000 m²              | 270.000 m²       |  |
| Era Shopping Park Oradea          | Oradea                | 64.700 m²              |                  |  |
| Lotus Center                      | Oradea                | 40.000 m²              | 65.000 m²        |  |
| Lotus Retail Park                 | Oradea                | 12.000 m²              |                  |  |
| Prima Shopping Center             | Oradea                | 10.000 m²              |                  |  |
| Crișul Shopping Center            | Oradea                | 13.000 m²              | 17.000 m²        |  |
| Galleria Piatra Neamț             | Piatra Neamț          | 28.000 m²              |                  |  |
| Shoping City Piatra Neamt         | Piatra Neamt          |                        |                  |  |
| Argeș Mall                        | Pitești               | 56.100 m²              | 77.000 m²        |  |
| Supernova Shopping Center         | Pitești               | 53.000 m²              |                  |  |
| Pitești Retail Park               | Pitești               | 24.800 m²              | 83.016 m²        |  |
| Pitești Shopping Park             | Pitești               | 22.500 m²              | 60.917 m²        |  |
| Trivale Shopping Center           | Pitești               | 7.000 m²               |                  |  |
| Vivo Pitești                      | Pitești               | 18.495 m²              | 32.000 m²        |  |
| AFI Ploiesti                      | Ploiești              | 34.000 m²              | 53.000 m²        |  |
| Ploiesti Shopping City            | Ploiești              | 45.800 m²              |                  |  |
| Prahova Value Center              | Ploiești              | 28.000 m²              | 28.800 m²        |  |
| River Plaza Mall                  | Râmnicu Vâlcea        | 12.358 m²              |                  |  |
| Shopping City Râmnicu Vâlcea      | Râmnicu Vâlcea        | 28.200 m²              |                  |  |
| Satu Mare Shopping City           | Satu Mare             | 29.000 m²              |                  |  |
| Promenada Sibiu                   | Sibiu                 | 42.500 m²              |                  |  |
| Shopping City Sibiu               | Sibiu                 | 78.200 m²              | 85.000 m²        |  |
| Sepsi Value Centre                | Sfântu Gheorghe       |                        | 14.800 m²        |  |
| Iulius Mall Suceava               | Suceava               | 54.900 m²              |                  |  |
| Shopping City Suceava             | Suceava               | 46.000 m²              |                  |  |
| Mureș Mall                        | Târgu Mureș           | ~10.000 m²             | 16.000 m²        |  |
| PlazaM Târgu Mureș                | Târgu Mureș           | 51.530 m²              | 60.794 m²        |  |
| Shopping City                     | Târgu Mureș           | ~40.000 m²             | ~125.359 m²      |  |
| Bega Shopping Center              | Timișoara             | 12.000 m²              |                  |  |
| Iulius Town                       | Timișoara             | 120.000 m²             |                  |  |
| Shopping City Timișoara           | Timișoara             | 70.000 m²              |                  |  |
| Targu-Jiu Shopping City           | Târgu-Jiu             | 27.100 m²              |                  |  |
| Proxima Shopping Center           | Vaslui                | 10.000 m²              | 12.200 m²        |  |
| Nest Park Retail                  | Miercurea Ciuc        | 24.600 m²              | 25.750 m²        |  |

## În construcție
- Prima Shops Timișoara (15.000 m²)
- Shopping Park Pitești (22.500 m²)
- Shopping Park Slatina (16.500 m²)
- Shopping Park Tulcea (12.400 m²)
- Shopping Park Baia Mare (18.000 m²)[1]

## Defuncte
- City Mall
- Oradea Shopping City
- Armonia Center Brăila
- Armonia Center Arad
- Galleria Mall Suceava
- Crizantema Retail Park Târgoviște
- Proxima Shopping Center
- Galleria Mall Arad
- Maritimo Shopping Center